# Meijer (geslacht)
Meijer is een geslacht dat sinds 1842 tot de Nederlandse adel behoort en veel militairen voortbracht.

## Geschiedenis
De bewezen stamreeks begint met Hans Meyer, Zunftmeister in Zürich tussen 1530 en 1539. Zijn nazaat in de 8e generatie, Andreas (1675-1717) werd officier in Statendienst en was laatstelijk majoor van het regiment Zwitsers. Hij huwde te Bemmel op 22 april 1713 Gijsberta Adriana van Heerdt (1682-na 1756), de dochter van Adriaan van Heerdt (1637-1714), schepen van Nijmegen en lid van de Raad van State. Ook de zoon en kleinzoon van Andreas Meyer waren militair. Zijn achterkleinzoon Adriaan Frans (1768-1845) werd in 1795 onder-luitenant en klom op tot luitenant-generaal. Hij werd in 1842 verheven in de Nederlandse adel, waarmee hij en zijn nakomelingen in de mannelijke lijn het predicaat jonkheer verkregen.

## Enkele telgen

jhr. Adriaan Frans Meijer (1768-1845), luitenant-generaal, Ridder Militaire Willems-Orde
- jhr. Jacobus Gijsbertus Meijer (1793-1848), laatstelijk majoor
  - jhr. Arnold Meijer (1827-1873), laatstelijk luitenant-ter-zee 1e klasse
    - jhr. Henri Arnold Antoine Meijer (1853-1938), laatstelijk kapitein O.I.L., collecteur van de Nederlandse Staatsloterij

  - jhr. Louis Daniël Meijer (1832-1906), laatstelijk luitenant-kolonel
    - jhr. Antoine Louis Godefroi Meijer (1858-1921), 1e commies Departement van Oorlog in Nederlands Indië
      - jhr. Johan Karel Meijer (1905-1985), commissaris van politie te Soerabaja
        - jhr. Ronald Anton Meijer (1928-2012), politicus
- jhr. Carel Hendrik Meijer (1799-1871), laatstelijk majoor, Ridder Militaire Willems-Orde
  - jhr. François Adrien Meijer (1824-1891), laatstelijk majoor
    - jhr. Charles Jean Henri Meijer (1848-1889), laatstelijk ritmeester O.I.L.
    - jhr. Jan Emilius Meijer (1853-1910), laatstelijk ritmeester, eigenaar van landgoed Groot Spriel

  - jhr. Hendrik Karel Jan Meijer (1829-1887), laatstelijk ritmeester
  - jhr. Karel Eduard Jacques Meijer (1832-1854), laatstelijk 2e luitenant
  - jhr. Jan Eduard Adriaan Meijer (1839-1904), laatstelijk generaal-majoor titulair 1901
    - jhr. Carel Adriaan Jan Meijer (1864-1927), laatstelijk majoor
- jhr. Simon Pierre François Meijer (1809-1890), officier, Ridder Militaire Willems-Orde
  - jhr. Arend Frederik Meijer (1836-1920), laatstelijk kapitein-ter-zee, Ridder Militaire Willems-Orde
  - jhr. Adriaan Frans Carel Meijer (1838-1925), laatstelijk kapitein